# Кизилжар (Кербулацький район)
Кизилжа́р (каз. Қызылжар) — село у складі Кербулацького району Жетисуської області Казахстану. Адміністративний центр Кизилжарського сільського округу.
Населення — 1461 особа (2021; 1564 у 2009, 1826 у 1999, 2116 у 1989).